# Azmeraw Bekele
Azmeraw Bekele Molalign (22 gennaio 1986) è un ex maratoneta e mezzofondista etiope.

## Biografia
Nel 2010 si è piazzato in ventiduesima posizione ai Mondiali di corsa campestre. Nel 2011 ha vinto una medaglia di bronzo nei 10000 m ai Giochi panafricani.

## Palmarès
| Anno | Manifestazione     | Sede      | Evento         | Risultato | Prestazione | Note |
| ---- | ------------------ | --------- | -------------- | --------- | ----------- | ---- |
| 2010 | Mondiali di cross  | Bydgoszcz | Corsa seniores | 22º       | 34'21"      |      |
| 2010 | Mondiali di cross  | Bydgoszcz | A squadre      | Bronzo    | 66 p.       |      |
| 2011 | Giochi panafricani | Maputo    | 10000 m piani  | Bronzo    | 28'20"61    |      |

## Campionati nazionali
2011
- Oro ai campionati etiopi, 10000 m piani - 28'39"52

2014
- Bronzo ai campionati etiopi, 10000 m piani - 29'03"44

## Altre competizioni internazionali
2010
- Argento alla Maratona di La Rochelle ( La Rochelle) - 2h10'25"
- Oro alla 30 km di Adama ( Adama) - 1h32'16"
- Oro alla Mezza maratona di Marrakech	( Marrakech) - 1h00'37"
- Argento alla Tout Rennes Court ( Rennes) - 27'43"
- Oro alla Corrida Langueux ( Langueux) - 28'13"
- Oro alla Great Ethiopian Run ( Addis Abeba) - 29'25"
- Oro allo Jan Meda International Crosscountry	( Addis Abeba) - 37'23"

2011
- Argento alla  City-Pier-City Loop ( L'Aia) - 59'39"
- Oro alla Mezza maratona di Alicante ( Alicante) - 1h00'32"
- Argento alla Mezza maratona di Praga ( Praga) - 1h00'35"
- Argento alla Marseille-Cassis Classic ( Marsiglia), 20,4 km - 58'37"
- 4º alla Corrida de São Silvestre ( Luanda) - 27'53"

2012
- Argento alla Mezza maratona di Ras Al Khaimah ( Ras al-Khaima) - 1h00'43"
- 4º alla Peachtree Road Race ( Atlanta) - 27'53"

2013
- Argento alla Tout Rennes Court ( Rennes) - 27'51"
- Oro alla Borobudur 10 km ( Borobudur) - 28'37"

2014
- 5º alla Maratona di Dubai ( Dubai) - 2h07'12"
- 7º alla Maratona di Gyeongju ( Gyeongju) - 2h11'12"
- 4º alla Mezza maratona di Parigi ( Parigi) - 1h00'56"
- Argento alla Mezza maratona di Ústí nad Labem ( Ústí nad Labem) - 1h00'58"
- Oro alla Great Ethiopian Run ( Addis Abeba) - 30'11"

2015
- 8º alla Dam tot Damloop ( Zaandam), 10 miglia - 47'27"

2017
- 7º alla Maratona di Dubai ( Dubai) - 2h10'22"
- Oro alla Maratona di Hangzhou ( Hangzhou) - 2h10'33"
- Oro alla Maratona di Taiyuan ( Taiyuan) - 2h12'49"